# 河北万全中学
河北万全中学，又称张家口市万全区万全中学，简称万全中学或万中，是一所位于河北省张家口市万全区的完全中学。始建于1952年，先后于1980年和2013年两次迁址，2004年被评为河北省示范性普通高级中学。2016年成为张家口市第一中学西校区。

## 概况
河北万全中学是河北省张家口市万全区孔家庄镇的一所普通公办高中，始建于1952年。学校于1980年随县城搬迁至孔家庄镇。2004年12月，被正式认定为“河北省示范性普通高级中学”。2013年，万全中学实行整体搬迁计划。新校区2014年6月开工， 2015年7月30日竣工，同年9月正式投入使用。学校于2016年5月27日正式与张家口市第一中学组建张家口市第一中学西校区。
学校占地总面积142.05亩，总建筑面积6.5万平方米，可容纳教学班60个，学生3000名。学校分为高中部（包括一中西校区）和初中部。
2018年，中华人民共和国教育部认定河北万全中学（张家口市万全区万全中学）为2018年中小学国防教育示范学校

## 绿化建设
在新校区竣工的同时，校园绿化工程也同步展开。其项目总投资5082358.95元，绿化面积为33529平方米。其中草坪20624平方米。种植山桃22棵，丛生蒙古栎8棵。丛生五角枫14棵，独杆五角枫114棵，垂柳230棵，国槐18棵，重瓣榆叶梅79棵，此外，还有连翘，金银木，山杏，红花石榴、地被类植物等。

## 一中西校区
2016年5月20日，万全区人民政府与张家口市第一中学正式签署《提升高中教育行动合作协议》，6月2日，张家口市第一中学西校区在万全中学揭牌。按照协议，张家口一中西校区从2016年开始每年招生6个班（实验班2个、重点班4个），共300人。实验班的教育教学工作完全由市一中教师承担，重点班的教育教学工作主要由市一中教师承担，同时遴选个别万全中学优秀教师共同完成。市一中选派一名中层领导担任西校区副校长，全面负责西校区的常规教育教学管理工作。